# 索爾斯特雷夫島
索爾斯特雷夫島（英語：Solstreif Island），是南極洲的島嶼，位於葛拉漢地西岸的丹科海岸，處於威爾米納灣的弗因港東部，現時由南極條約體系管理。